# Vùng đất quỷ dữ: Vendetta
Vùng đất quỷ dữ: Vendetta (tên gốc tiếng Anh: Resident Evil: Vendetta), còn được biết đến với tên Biohazard: Vendetta (バイオハザード ヴェンデッタ Baiohazādo Vendetta) tại Nhật Bản, là một phim điện ảnh hoạt hình 3D phiêu lưu-hành động kinh dị rùng rợn của Nhật Bản năm 2017. Phim là một phần của thương hiệu Resident Evil, lấy cùng bối cảnh liên kết với các video game trong thương hiệu (khác với loạt phim điện ảnh người đóng Vùng đất quỷ dữ với sự tham gia của nữ diễn viên Milla Jovovich). Phim do hãng Marza Animation Planet và Shimizu Takashi sản xuất với sự xuất hiện của các nhân vật Chris Redfield, Leon S. Kennedy và Rebecca Chambers. Vùng đất quỷ dữ: Vendetta là phim điện ảnh đồ họa CG thứ ba của thương hiệu này sau Resident Evil: Degeneration ra mắt năm 2008 và Resident Evil: Damnation ra mắt năm 2012, và cũng là lần thứ ba Leon được chọn làm nhân vật chính của phim. Phim công chiếu tại Nhật Bản ngày 27 tháng 5 năm 2017.

## Nội dung
Lấy bối cảnh thời gian giữa các sự kiện của hai trò chơi Resident Evil 6 và Resident Evil 7: Biohazard, BSAA tiến hành điều tra Glenn Arias, một tên trùm buôn lậu vũ khí từng làm việc cho CIA. Hắn được cho là đang nắm giữ công nghệ chế tạo các loại vũ khí sinh học hữu cơ (B.O.W.) thế hệ mới, có thể phân biệt mục tiêu cụ thể, với âm mưu thử nghiệm chúng trên diện rộng và bán ra thị trường chợ đen.
Đội đặc nhiệm do Chris Redfield lãnh đạo tiến hành đột kích vào căn cứ mật của Glenn Arias. Tuy nhiên, kế hoạch thất bại. Glenn Arias trốn thoát và mọi đầu mối truy bắt hắn đều bị tiêu hủy. Không còn cách nào khác, Chris buộc phải cầu viện tiến sĩ Rebecca Chambers và mật vụ Leon S. Kennedy. 

## Lồng tiếng
| Nhân vật         | Lồng tiếng Anh     | Lồng tiếng Nhật    |
| ---------------- | ------------------ | ------------------ |
| Chris Redfield   | Kevin Dorman       | Hiroki Touchi      |
| Leon S. Kennedy  | Matthew Mercer     | Toshiyuki Morikawa |
| Rebecca Chambers | Erin Cahill        | Ami Koshimizu      |
| Glenn Arias      | John DeMita        | Takuya Kirimoto    |
| Diego Gomez      | Fred Tatasciore    | Ryūzaburō Ōtomo    |
| Maria Gomez      | Cristina Vee       | Sayaka Ohara       |
| D.C.             | Arif S. Kinchen    | Hayato Fujii       |
| Damian           | Arnie Pantoja      | Masaki Aizawa      |
| Nadia            | Kari Wahlgren      | Haruka Tomatsu     |
| Patricio         | Alexander Polinsky | Tetsu Shiratori    |

## Phát hành
Để quảng cáo cho bộ phim, một trải nghiệm thực tế ảo dành cho PlayStation VR, có tên Resident Evil: Vendetta - Infected Experience, đã được phát hành miễn phí ngày 24 tháng 5 năm 2017. Resident Evil: Vendetta phát hành tại các rạp Nhật Bản ngày 27 tháng 5 năm 2017, sau khi công chiếu ở Shinjuku ngày 26 tháng 5. Tại Việt Nam, phim được hãng Lotte Cinema độc quyền công chiếu ngày 13 tháng 6 năm 2017 với tên Vùng đất quỷ dữ: Vendetta. Một suất chiếu giới hạn ở Vương quốc Anh diễn ra ngày 14 tháng 6 năm 2017 và Fathom Events tổ chức một đêm chiếu đặc biệt về bộ phim tại một số rạp chọn lọc ở Bắc Mỹ ngày 19 tháng 6 năm 2017. Phim có mặt tại Bắc Mỹ với các nhà bán lẻ kỹ thuật số ngày 20 tháng 6 và trên Ultra HD Blu-ray, Blu-ray và DVD ngày 18 tháng 7. Nhạc nền gốc do Kawai Kenji sáng tác phát hành ngày 7 tháng 7 năm 2017 thông qua iTunes Store. Ngày 6 tháng 9 năm 2017, bộ phim đã phát hành trên Ultra HD Blu-ray, Blu-ray và DVD tại Nhật Bản.

## Tiếp nhận

### Doanh thu phòng vé
Tại phòng vé, Vùng đất quỷ dữ: Vendetta thu về 150 triệu yên Nhật (1,34 triệu đô la Mỹ) ở Nhật Bản. và 256.320 đô la Mỹ ở các lãnh thổ khác, với tổng số 1,6 triệu đô la Mỹ trên toàn thế giới.
Trên video gia đình, bộ phim đã kiếm được 1,51 triệu đô la Mỹ từ doanh số bán đĩa DVD và Blu-raytại Hoa Kỳ.

### Đánh giá chuyên môn
Trên Rotten Tomatoes, phim nhận đánh giá phê duyệt 43% dựa trên đánh giá từ 7 nhà phê bình, với điểm trung bình là 5,40/10.
Blair Marnell của IGN đã chấm cho bộ phim 4,5 trên 10 sao và nhấn mạnh: "Những khoảnh khắc đôi khi trông không đủ hấp dẫn để bù đắp cho nhịp độ tẻ nhạt và kịch bản kinh khủng. Các diễn viên lồng tiếng đã làm tốt nhất những gì họ có thể, nhưng không có liều vắc xin nào cho bộ phim này." Jordan Farley của Total Film đã chấm cho bộ phim 2 trên 5 sao và tuyên bố, "Hành động lấy cảm hứng từ anime mang tính giải trí liên tục, nhưng cốt truyện, lồng tiếng và hoạt hình lại như rác."
Jonathan Barkan của Dread Central đánh giá 4 trên 5 và nói, "Nói một cách đơn giản, đó là một vụ nổ khủng và tôi không thể chờ đợi thêm!". Collider cho phim điểm B và viết "Chắc chắn là phim đáng để xem, nhưng hiển nhiên nó sẽ được người hâm mộ của loạt đánh giá cao hơn những bộ phim khác."